# Nightmare of Eden
Nightmare of Eden (La pesadilla del Edén) es el cuarto serial de la 17.ª temporada de la serie británica de ciencia ficción Doctor Who, emitido originalmente en cuatro episodios semanales del 24 de noviembre al 15 de diciembre de 1979.

## Argumento
La TARDIS ateriza cerca de una zona inestable en el crucero interestelar Emperatriz, que ha aparecido desde el hiperespacio en las mismas coordenadas que la nave de intercambio Hecate, provocando un cruce dimensional que el Doctor y Romana se dan cuenta de que tienen que arreglar, y ofrece sus servicios para separar las dos naves. Rigg, capitán del Emperatriz, sospecha que el Doctor es un representante de Salvamento Galáctico, pero aun así accede a dejarle intentar separar las dos naves revirtiendo la nave más pequeña a toda potencia. En la tarea le acompaña el copiloto de Riggs, Secker, que, pronto queda claro, es un drogadicto. Está enganchado a una sustancia orgánica conocida como vraxoína, de origen desconocido, pero con propiedades letales y peligrosas. Secker se dirige en solitario a la zona inestable, y mientras está allí le ataca un monstruo con pinzas y le deja por muerto...

## Producción
| Episodio          | Fecha de emisión        | Duración | Espectadores en millones | Estado en el archivo  |
| ----------------- | ----------------------- | -------- | ------------------------ | --------------------- |
| Episodio 1        | 24 de noviembre de 1979 | 24:17    | 8,7                      | Cinta original en PAL |
| Episodio 2        | 1 de diciembre de 1979  | 22:44    | 9,6                      | Cinta original en PAL |
| Episodio 3        | 8 de diciembre de 1979  | 24:06    | 9,6                      | Cinta original en PAL |
| Episodio 4        | 15 de diciembre de 1979 | 24:31    | 9,4                      | Cinta original en PAL |
| [ 1 ] [ 2 ] [ 3 ] |                         |          |                          |                       |

Entre los títulos provisionales de la historia se incluye Nightmare of Evil (La pesadilla del mal). Sería el último serial de Bob Baker en Doctor Who, que trabajó en esta ocasión en solitario sin Dave Martin como en todos sus seriales anteriores.
Alan Bromly está acreditado como director del serial, pero dejó el rodaje a medias tras una fuerte discusión con Bob Baker. Como resultado, el productor Graham Williams tuvo que completar las labores de dirección sin acreditar. Lo desagradable de este incidente hizo decidirse a Williams a abandonar la serie. Bromly nunca volvió a dirigir un serial en la serie, y de hecho se retiró por completo poco después.
Esta es una de las pocas historias del Cuarto Doctor con un fuerte mensaje moral, en este caso contra las drogas y el narcotráfico. La droga en cuestión iba a llamarse originalmente "xylophilina" o "zip". Sin embargo, Lalla Ward estaba preocupada de que el nombre sonara atractivo para los niños, así que lo cambiaron a "vraxoína". Sin embargo, K-9 sí que menciona que la vraxoina tiene el código científico "XYP".

## Recepción
El tabloide británico The Sun escribió que los Mandrels eran monstruos terroríficos, al no haberse publicado fotos publicitarias de ellos (algo que después se comprobó era falso). Sin embargo, la mayoría de los críticos fueron más mordaces y muchos vieron los Mandrels como nada convincentes (particularmente la Doctor Who Appreciation Society, que los describió como "descartes adorables de Los Teleñecos). En la reciente publicación del DVD, Bob Baker también expresó su decepción con el diseño de los Mandrel.

## Publicaciones comerciales
Nightmare of Eden se publicó en VHS en enero de 1999. El DVD se publicó el 2 de abril de 2012.